# ابویوسف فسایی فارسی
ابویوسف یعقوب بن سفیان پور جوان فسایی فارسی دانشمند رجالی و پیشینه نگار سنی مذهب سده دوم و سوم هجری اهل ایران است.
او در ۱۳ رجب ۲۷۷ ه‍. ق در شهر بصره چشم از جهان فروبست؛ همچنین برخی درگذشت او را در سال‌های ۲۸۰ و ۲۸۱ ه‍. ق دانسته‌اند.